# لارا استیسی
لارا استیسی (انگلیسی: Laura Stacey؛ زادهٔ ۵ مهٔ ۱۹۹۴) بازیکن هاکی روی یخ اهل کانادا است.